# Josef Hiltl
Josef Hiltl (* 30. August 1889 in Schwandorf; † 20. April 1979 in Mallersdorf) war ein deutscher römisch-katholischer Geistlicher und von 1951 bis 1968 Weihbischof in Regensburg.

## Leben
Josef Friedrich Hiltl wurde am 30. August 1889 in Schwandorf als Sohn des Lokführers August Hiltl und dessen Ehefrau Berta geb. Ziegler, Tafernwirtstocher, geboren. Nach dem Abitur am Neuen Gymnasium 1909 studierte er Theologie am Lyceum in Regensburg und wurde dort aktives Mitglied der katholischen Studentenverbindung Agilolfia im KV.
Kurz vor dem Ersten Weltkrieg, am 29. Juni 1914, empfing er im Hohen Dom zu Regensburg die Priesterweihe vom damaligen Regensburger Bischof Anton von Henle. Als Kaplan von Windischeschenbach begann er seine seelsorgliche Tätigkeit. Nach kurzer Aushilfe in Leonberg im Dekanat Tirschenreuth wurde er im Oktober 1916 Kaplan in Waldsassen. Auch hier musste er von September 1921 bis März 1922 in Pappenberg als Aushilfspriester amtieren. Von 1922 bis 1929 war er Dompfarrkaplan und Religionslehrer in Regensburg. Im November 1929 trat er seine Stelle als Pfarrer in Marktredwitz an.
Am 1. August 1935 berief ihn Bischof Michael Buchberger als Regens in das Priesterseminar. Da immer mehr Theologen zum Reichsarbeitsdienst und zur Wehrmacht eingezogen wurden, leerte sich das Seminar. Schließlich wurde es zum Lazarett, wodurch Regens Hiltl zum Krankenseelsorger wurde. Daneben hielt er den Häftlingen im Regensburger Gefängnis regelmäßig Gottesdienst.
Am 28. April 1951 ernannte ihn Papst Pius XII. zum Titularbischof von Constantina und Weihbischof in Regensburg. Gut zwei Wochen später erteilte ihm Erzbischof Buchberger im Regensburger Dom die Bischofsweihe. Mitkonsekratoren waren der Bischof von Augsburg, Josef Freundorfer, und Johannes Neuhäusler, Weihbischof in München und Freising. Sein Wahlspruch lautete: „Omnibus omnia!“ - „Allen alles werden“. Am 18. Juni 1951 wählte ihn das Domkapitel zum Domkapitular. Am 23. Januar 1953 ernannte ihn Papst Pius XII. zum Dompropst. Nach dem Tod von Erzbischof Buchberger, während der Sedisvakanz vom 12. Juni 1961 bis 1. Juni 1962, leitete Josef Hiltl als Verweser das Bistum Regensburg.
Hiltl war ein begeisterter Naturfreund und Bergsteiger. Noch mit 79 Jahren stieg er zu einer Hütte, die 2600 m hoch lag, um einen Erweiterungsbau zu segnen.
Am 30. Juni 1969 verlieh ihm seine Geburts- und Heimatstadt Schwandorf die Ehrenbürgerwürde. Hiltl war auch Ehrenphilister der katholischen Studentenverbindung K.St.V. Albertia München im KV.

## Auszeichnungen
- 1959: Bayerischer Verdienstorden
- 1964: Silberne Bürgermedaille der Stadt Regensburg

## Konsekrationen
- 9. Juni 1953 Kapelle zum Göttlichen Herz Jesu in Roslas Pfarreiengemeinschaft Kirchenlaibach-Mockersdorf
- 4. Juni 1954 Pfarrkirche St. Josef in Dingolfing
- 24. und 25. Juli 1954 Pfarrkirche St. Josef in Schwandorf-Dachelhofen
- 2. und 3. Juli 1960 Pfarrkirche zu Unserer Lieben Frau vom Kreuzberg, Schwandorf
- 11. März 1962 Hauptaltar in der Expositurkirche St. Peter und Paul in Schwandorf-Haselbach
- 9. Juni 1963 Pfarrkirche Zur Heiligsten Dreifaltigkeit in Kirchenlaibach
- 22. November 1964 Pfarrkirche St. Paul, Schwandorf
- 27. Juni 1965 Filialkirche St. Josef in Selb-Plößberg
- 16. Juni 1968 Filialkirche Johannes der Täufer in Tröbes, Pfarrei Moosbach